# Grzegorz (biskup koptyjski)
Grzegorz – duchowny Koptyjskiego Kościoła Ortodoksyjnego, od 2018 biskup pomocniczy południowych Stanów Zjednoczonych.

## Życiorys
Początkowo był mnichem w Monasterze św. Mojżesza. Sakrę biskupią otrzymał 25 listopada 2018.